# 리와인드 - 시간을 달리는 게임
《리와인드 - 시간을 달리는 게임》은 채널A에서 방영된 텔레비전 프로그램이다.

## 방송 개요
최근 주요 트렌드로 자리 잡은 '레트로'를 콘셉트로 한 새로운 형태의 게임쇼 프로그램.

## 방송 시간
| 방송 채널 | 방송 기간                        | 방송 시간          | 비고 |
| --------- | -------------------------------- | ------------------ | ---- |
| 채널A     | 2019년 7월 17일 ~ 2020년 1월 8일 | 수요일 밤 9시 50분 | 24회 |

## 출연자

### MC
- 김성주

### 출연
- 박명수 (팀장)
- 김종국 (팀장)
- 하하
- 뮤지
- 양세찬

### 게스트
- 천명훈(1회)
- 이진호(1회)
- 오하영(9회)
- 조수빈(14~16회)
- 남창희(2019년)
- 성대현(17,18회)
- 김정남(17,18회)
- 한기범
- 조준호
- 신수지(19회)
- 신지(23~24회)
- 김수용(24회)
- 황혜영(24회)
- 앤디(23회)
- 홍경민(23회)
- 홍경인(20회)
- 이의정 (20회)
- 최제우(20회)
- KCM(21~22회)
- 브라이언(21~22회)
- 채연(21~22회)
- 현진영(17,18,24회)

### 이전 출연자(중도하차)
- 박경 : 2019년 10월 30일 방영분을 끝으로 하차.
- 하온 : 2019년 10월 30일 방영분을 끝으로 하차.
- 이진솔 : 2019년 10월 30일 방영분을 끝으로 하차.

## 에피소드 목록

### 1~24회
| 회차 | 방송일    | 타임슬립 연도 | 박명수팀                           | 김종국팀                           | 하하팀                             | 비고                                       |
| ---- | --------- | ------------- | ---------------------------------- | ---------------------------------- | ---------------------------------- | ------------------------------------------ |
| 1회  | 7월 17일  | 1999년        | 1~2라운드                          | 1~2라운드                          | 1~2라운드                          |                                            |
| 2회  | 7월 24일  | 1999년        | 3~5라운드                          | 3~5라운드                          | 3~5라운드                          |                                            |
| 2회  | 7월 24일  | 1999년        | 348,438,024원                      | 395,020,367원                      | 294,356,330원                      |                                            |
| 3회  | 7월 31일  | 2002년        | 1~3라운드                          | 1~3라운드                          | 1~3라운드                          |                                            |
| 4회  | 8월 7일   | 2002년        | 4~7라운드                          | 4~7라운드                          | 4~7라운드                          |                                            |
| 4회  | 8월 7일   | 2002년        | 376,198,800원                      | 521,555,800원                      | 366,638,536원                      |                                            |
| 5회  | 8월 14일  | 1994년        | 1~3라운드                          | 1~3라운드                          | 1~3라운드                          | 천명훈, 이진호                             |
| 6회  | 8월 21일  | 1994년        |                                    | 4~6라운드                          | 4~6라운드                          | 천명훈, 이진호                             |
| 6회  | 8월 21일  | 1994년        | 3,990,610,391원                    | 63,193,688,531원                   | 30,441,684,723원                   | 천명훈, 이진호                             |
| 7회  | 8월 28일  | 2009년        | 1~3라운드                          | 1~3라운드                          | 1~3라운드                          |                                            |
| 8회  | 9월 4일   | 2009년        | 4~6라운드                          | 4~6라운드                          | 4~6라운드                          |                                            |
| 8회  | 9월 4일   | 2009년        | 1,445,827,100원                    | 895,711,100원                      | 1,036,317,600원                    |                                            |
| 9회  | 9월 11일  | 2018년        | 불명                               | 불명                               | 불명                               | 오하영                                     |
| 9회  | 9월 11일  | 2018년        | 192,000,000원                      | 223,000,000원                      | 181,000,000원                      | 오하영                                     |
| 회차 | 방송일    | 타임슬립 연도 | 지지세팀                           | 어미새팀                           | 사랑새팀                           |                                            |
| 10회 | 9월 18일  | 2018년        | 702,548,000원                      | 668,337,000원                      | 983,540,000원                      |                                            |
| 회차 | 방송일    | 타임슬립 연도 | 박명수팀                           | 김종국팀                           | 하하팀                             |                                            |
| 11회 | 9월 25일  | 2012년        | 1~3라운드                          | 1~3라운드                          | 1~3라운드                          |                                            |
| 11회 | 9월 25일  | 2012년        | 256,954,120원                      |                                    | 11,088,160원                       |                                            |
| 12회 | 10월 2일  | 2005년        | 투자 펀드 대결 1~3라운도           | 투자 펀드 대결 1~3라운도           | 투자 펀드 대결 1~3라운도           |                                            |
| 12회 | 10월 2일  | 2005년        | 659,367,000원                      | 625,404,500원                      | 544,588,300원                      |                                            |
| 13회 | 10월 9일  | 1988년        | 레테크                             | 레테크                             | 레테크                             | 김종국<->김성주                            |
| 13회 | 10월 9일  | 1988년        | 1,902,700,000원                    | 952,700,000원                      | 1,879,320,000원                    | 김종국<->김성주                            |
| 14회 | 10월 16일 | 2000년        | 밀레니엄(창업&투자)                | 밀레니엄(창업&투자)                | 밀레니엄(창업&투자)                | 조수빈                                     |
| 14회 | 10월 16일 | 2000년        | 432,747,011원                      | 95,313,185원                       | 440,813,430원                      | 조수빈                                     |
| 15회 | 10월 23일 | 2004년        |                                    | 불명                               | 불명                               | 조수빈                                     |
| 15회 | 10월 23일 | 2004년        | 3,997,400,000원                    | 1,54,600,000원                     | 9,911,300,000원                    | 조수빈                                     |
| 16회 | 10월 30일 | 2015년        | 고속도로 휴게소 특집               | 고속도로 휴게소 특집               | 고속도로 휴게소 특집               | 조수빈                                     |
| 16회 | 10월 30일 | 2015년        | 978,590,000원                      | 748,700,000원                      | 912,400,000원                      | 조수빈                                     |
| 17회 | 11월 20일 | 1992년        | 2억원으로 10억 만들기              | 2억원으로 10억 만들기              | 2억원으로 10억 만들기              | 현진영, 성대현, 김정남                     |
| 17회 | 11월 20일 | 1992년        | 275,000,000원                      | 200,000,000원                      | 135,200,000원                      | 현진영, 성대현, 김정남                     |
| 18회 | 11월 27일 | 1998년        | 금모으기                           | 금모으기                           | 금모으기                           | 현진영, 성대현, 김정남                     |
| 18회 | 11월 27일 | 1998년        | 8,378,893,000원                    | 19,041,000원                       | 7,303,708,000원                    | 현진영, 성대현, 김정남                     |
| 19회 | 12월 4일  | 2007년        | 종잣돈 33배 불리기                 | 종잣돈 33배 불리기                 | 종잣돈 33배 불리기                 | 한기범, 조준호, 신수지                     |
| 19회 | 12월 4일  | 2007년        | 1,114,126,000원                    | 1,805,521,000원                    | 272,500,000원                      | 한기범, 조준호, 신수지                     |
| 20회 | 12월 11일 | 1996년        | 종잣돈으로 700% 수익 만들기        | 종잣돈으로 700% 수익 만들기        | 종잣돈으로 700% 수익 만들기        | 홍경인, 이의정, 최제우                     |
| 20회 | 12월 11일 | 1996년        | 291,954.000원                      | 453,502,000원                      | 50,349.000원                       | 홍경인, 이의정, 최제우                     |
| 21회 | 12월 18일 | 2001년        | 2억으로 황금아파트 갖기            | 2억으로 황금아파트 갖기            | 2억으로 황금아파트 갖기            | 채연, 브라이언, KCM                        |
| 21회 | 12월 18일 | 2001년        | 925,400,000원                      | 1,028,000,000원                    | 593,400,000원                      | 채연, 브라이언, KCM                        |
| 22회 | 12월 25일 | 2008년        | 대박 혹은 쪽박 골든 타임을 노려라! | 대박 혹은 쪽박 골든 타임을 노려라! | 대박 혹은 쪽박 골든 타임을 노려라! | 채연, 브라이언, KCM                        |
| 22회 | 12월 25일 | 2008년        | 580,000,000원                      | 138,000.000원                      | 309,000.000원                      | 채연, 브라이언, KCM                        |
| 23회 | 1월 1일   | 2003년        | 운명을 바꾸는 인생주 잡기          | 운명을 바꾸는 인생주 잡기          | 운명을 바꾸는 인생주 잡기          | 앤디, 신지, 홍경민                         |
| 23회 | 1월 1일   | 2003년        | 469,639,596원                      | 1,056,374,590원                    | 654,921,205원                      | 앤디, 신지, 홍경민                         |
| 24회 | 1월 8일   | 1990년        | 신문광고에서 대박잡기              | 신문광고에서 대박잡기              | 신문광고에서 대박잡기              | 김수용, 현진영, 황혜영, 신지(2회연속 출연) |
| 24회 | 1월 8일   | 1990년        | 800,000,000원                      | 1,677,800,000원                    | 461,840,000원                      | 김수용, 현진영, 황혜영, 신지(2회연속 출연) |

## 시청률

### 2019년
| 회차 | 방송일    | AGB 시청률     |
| 회차 | 방송일    | 대한민국(전국) |
| ---- | --------- | -------------- |
| 1    | 7월 17일  | 0.478%         |
| 2    | 7월 24일  | 0.862%         |
| 3    | 7월 31일  | 0.735%         |
| 4    | 8월 7일   | 0.642%         |
| 5    | 8월 14일  | 0.701%         |
| 6    | 8월 21일  | 0.783%         |
| 7    | 8월 28일  | 0.537%         |
| 8    | 9월 4일   | 0.708%         |
| 9    | 9월 11일  | 0.469%         |
| 10   | 9월 18일  | 0.402%         |
| 11   | 9월25일   | 0.473%         |
| 12   | 10월2일   | 0.353%         |
| 13   | 10월9일   | 0.823%         |
| 14   | 10월 16일 | 0.445%         |
| 15   | 10월 23일 | 0.421%         |
| 16   | 10월 30일 | 0.628%         |
| 17   | 11월 20일 | 0.636%         |
| 18   | 11월 27일 | 0.772%         |
| 19   | 12월 4일  | 0,768%         |
| 20   | 12월 11일 | 0.529%         |
| 21   | 12월 18일 | 0.704%         |
| 22   | 12월 25일 | 0.697%         |

### 2020년
| 회차 | 방송일  | AGB 시청률     |
| 회차 | 방송일  | 대한민국(전국) |
| ---- | ------- | -------------- |
| 23   | 1월 1일 | 0.700%         |
| 24   | 1월 8일 | 0.691%         |